# خوسيه لويس بينيدا
خوسيه لويس بينيدا (بالإسبانية: José Luis Pineda)‏ (19 مارس 1975 بسان بيدرو سولا في هندوراس - ) هو مدرب كرة قدم ولاعب كرة قدم هندوراسي في مركز الوسط. شارك مع منتخب هندوراس لكرة القدم. أما مع النوادي، فقد لعب مع ريفر بليت ونادي ديبورتيفو أوليمبيا ونادي بلاتنسي ونادي فيكتوريا وAtlético Olanchano ‏ وC.A. Pinares ‏.

## وصلات خارجية
- خوسيه لويس بينيدا على موقع الاتحاد الدولي (مؤرشف)  (الإنجليزية)
- خوسيه لويس بينيدا على موقع قاعدة بيانات كرة القدم.إي يو (الإنجليزية)
- خوسيه لويس بينيدا على موقع ناشيونال فوتبول تيمز (الإنجليزية)